# Libuše (Oper)
Libuše (deutsch: Libussa, tschechische Aussprache: Libušeⓘ) ist eine Oper in drei Akten von Bedřich Smetana. Smetana komponierte die Oper in den Jahren 1869 bis 1872, und sie wurde am 11. Juni 1881 in Prag zur Eröffnung des Národní divadlo (Nationaltheater) uraufgeführt. Das Libretto wurde von Josef Wenzig auf Deutsch verfasst und von Ervín Špindler in eine tschechische Fassung übersetzt.

## Handlung

### Erster Akt
Libuše wartet gemeinsam mit Krasava und Radmila auf den Rat des Richters im Erbstreit zwischen den Brüdern Chrudoš und Šťáhlav, denn sie hat über die Sache zu entscheiden. Krasava macht ihr ein Geständnis: Sie, die Tochter Lutobor, sei nicht ganz unbeteiligt, sie spiele die zwei Burschen gegeneinander aus, indem sie so tue, als liebe sie Šťáhlav. Vor der Burg wird das Urteil der Fürstin schon erwartet. Libuše teilt jedem der beiden die Hälfte an der Erbschaft zu, doch Chrudoš will das Urteil anfechten, da es von einer Frau gefällt wurde. Das Volk soll für Libuše einen Gatten wählen, der an ihrer Stelle Recht spricht. Doch das Volk will niemanden für sie finden und so wählt sie Přemysl von Staditz als Mann.

### Zweiter Akt
Am Grabe des Vaters von Chrudoš und Sťáhlav sollen Krasava und Chrudoš von Lutobor versöhnt werden. Krasava bekennt ihr Unrecht und möchte, dass Chrudoš sich mit seinem Bruder Šťáhlav versöhne. Außerdem soll Chrudoš sich bei Libuše entschuldigen.
Während die Schnitter bei ihrer Arbeit singen, liegt Přemysl unter einer Linde und träumt von Libuše, die mehrmals sein Gast war. Auf einmal kommt Radovan an der Spitze einer Abordnung, um ihm zu sagen, dass er zum Fürsten von Böhmen und Libušes Gatten ernannt wurde. Nun muss er von seinem Heimatland Abschied nehmen.

### Dritter Akt
Auf der Burg Vyšehrad wird die Ankunft Přemysls gefeiert. Chrudoš bittet vor dem Ehepaar um Entschuldigung. In einem magischen Moment sieht Libuše in die Zukunft: Sie sieht sehr viele tschechische Helden: Fürst Břetislav, Ritter Jaroslav von Sternberg, König Ottokar II. und dessen Enkelin Elisabeth, Karl IV. und Georg von Podiebrad. Danach verdunkelt sich die Vision; Libuše ahnt Unheil, aber auch, dass die Tschechen sich nicht werden unterkriegen lassen.

„Můj drahý národ český neskoná, on pekla hrůzy slavně překoná!“

„Meine geliebte tschechische Nation wird nicht untergehen, sie wird die Schreckenshöllen ruhmhaft überstehen!“